# Château de Waroux
 (octobre 2015).
Si vous disposez d'ouvrages ou d'articles de référence ou si vous connaissez des sites web de qualité traitant du thème abordé ici, merci de compléter l'article en donnant les références utiles à sa vérifiabilité et en les liant à la section « Notes et références ».
Pour les articles homonymes, voir Waroux (homonymie).
Le château de Waroux est un château situé rue de Waroux à Alleur (commune d'Ans, dans la province de Liège, Belgique).

## Histoire
Le nom de Waroux évoque la terrible guerre des Awans et des Waroux qui divisa la noblesse hesbignone de 1298 à 1335.
L'édifice actuel est d'origine médiévale comme l'attestent le donjon à base carrée et la muraille circulaire de silex. L'entrée est à l'opposé du donjon et la cour intérieure de forme polygonale marie la brique et la pierre de taille. Il y avait également un moulin à vent qui tournait à Waroux ; on le disait vieux de 1323. Il fut détruit durant la guerre des Awans et des Waroux, mais fut probablement reconstruit au même endroit car un texte de 1609 fait mention d'un « neuf moullin », et un lieu-dit « è fond dè molègn » existe au nord-est de la ferme de Waroux.
Waroux est un des rares châteaux belges de forme circulaire. 
La terre de Waroux, seigneurie dépendante du comté de Looz au XIIIe siècle, appartint à la famille de Waroux avant de passer par mariage en 1525 à Richard de Merode (+ 1539) qui épousa Agnès de Warfusée, dame de Waroux. Leur fils Guillaume, puis son fils Jean — devenu comte de Waroux en 1623 —, et un autre Jean (fils du premier) se succédèrent. Le dernier Jean étant décédé sans descendance, la propriété passa à Itel ou Eitel-Frédéric de Merode — comte de Merode de Waroux, vicomte de Villers-sur-Lesse & Icherenne, etc. — puis à son fils Alexandre qui n'eut que trois filles.
D'après des briques datées de 1696 et décorées des armoiries Clercx, on suppose que les trois sœurs Merode vendirent Waroux à Michel Clercx durant la dernière décennie du XVIIe siècle.
La famille de Clercx de Waroux, qui occupa le château jusqu'en 1925 vendit le bien à  Francis Everard de Harzir qui décéda en 1940 ; les héritiers de la veuve de Francis Everard de Harzir (Adèle de Harenne décédée en 1982) se défirent du château qui fut acquis en 1986 par le docteur Léon Janssis. Ce dernier le revendit en janvier 2005 à la commune d'Ans. Parmi les enfants du couple citons Alain Everard de Harzir, Lieutenant au 1er Régiment de Guides mort durant les combats de Passendale le 27 mai 1940 et Philippe Everard de Harzir, officier de l'Armée Secrète et abattu par l'occupant à Alleur le 4 septembre 1944.
Le château est actuellement occupé par des bureaux et des salles de réunions; on y organise aussi des événements culturels : exposition d'artistes (exposition Folon en avril et mai 2006, exposition Félicien Rops en 2008) ou sur des faits de société exposition sur la franc-maçonnerie en 2008). En avril, mai et juin 2007, une exposition a rendu hommage au sculpteur Auguste Rodin dont on célébrait le 90e anniversaire de la mort : sculptures, bronzes, moulages et dessins originaux de l’artiste émaillaient la visite. En l'an 2009, à l'automne, une exposition y fut consacrée au peintre 
Les 8 et 9 septembre 2007, à l'occasion des journées du Patrimoine militaire, le parc du château a accueilli un bivouac napoléonien : de l'infanterie, de l'artillerie et de la cavalerie ont permis au public de remonter 200 ans en arrière lorsque la Belgique vivait sous le régime français.

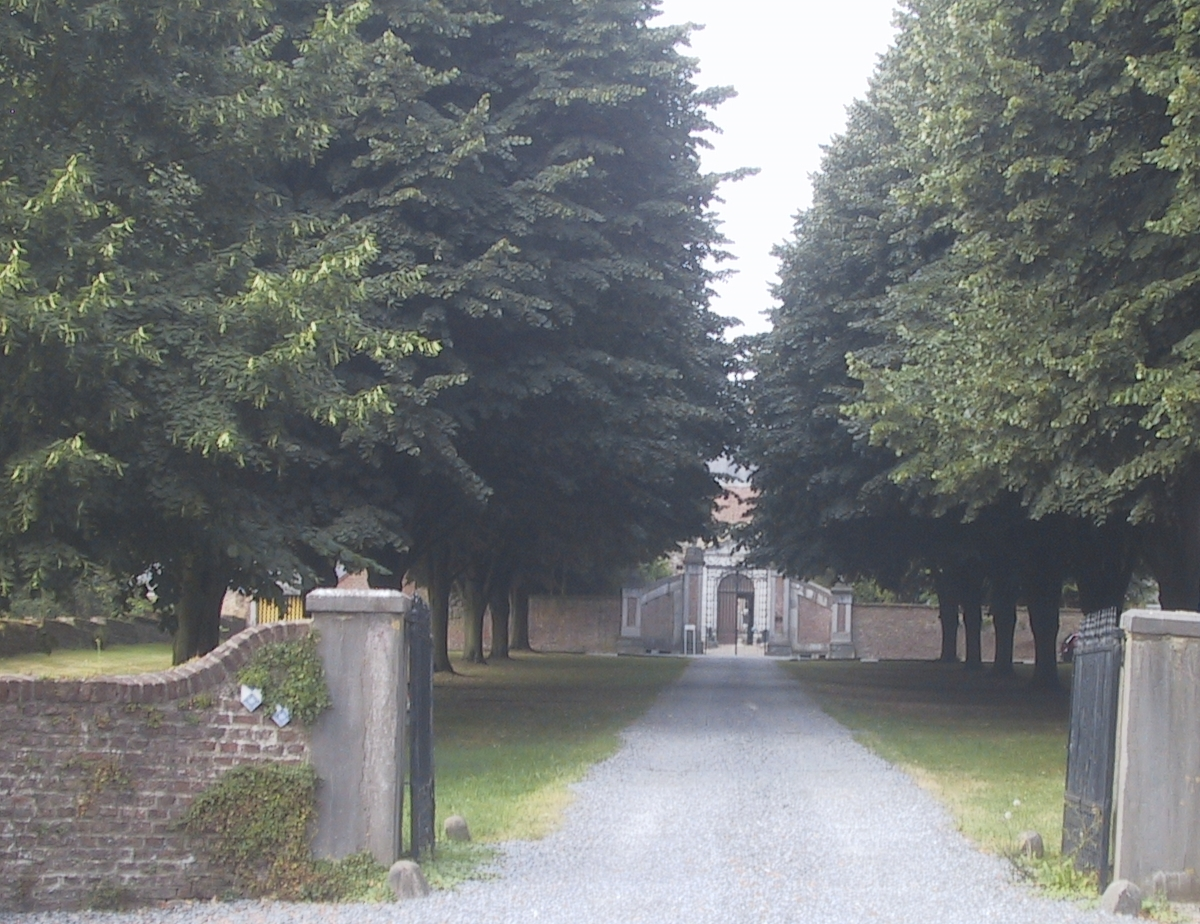
Drève du château de Waroux
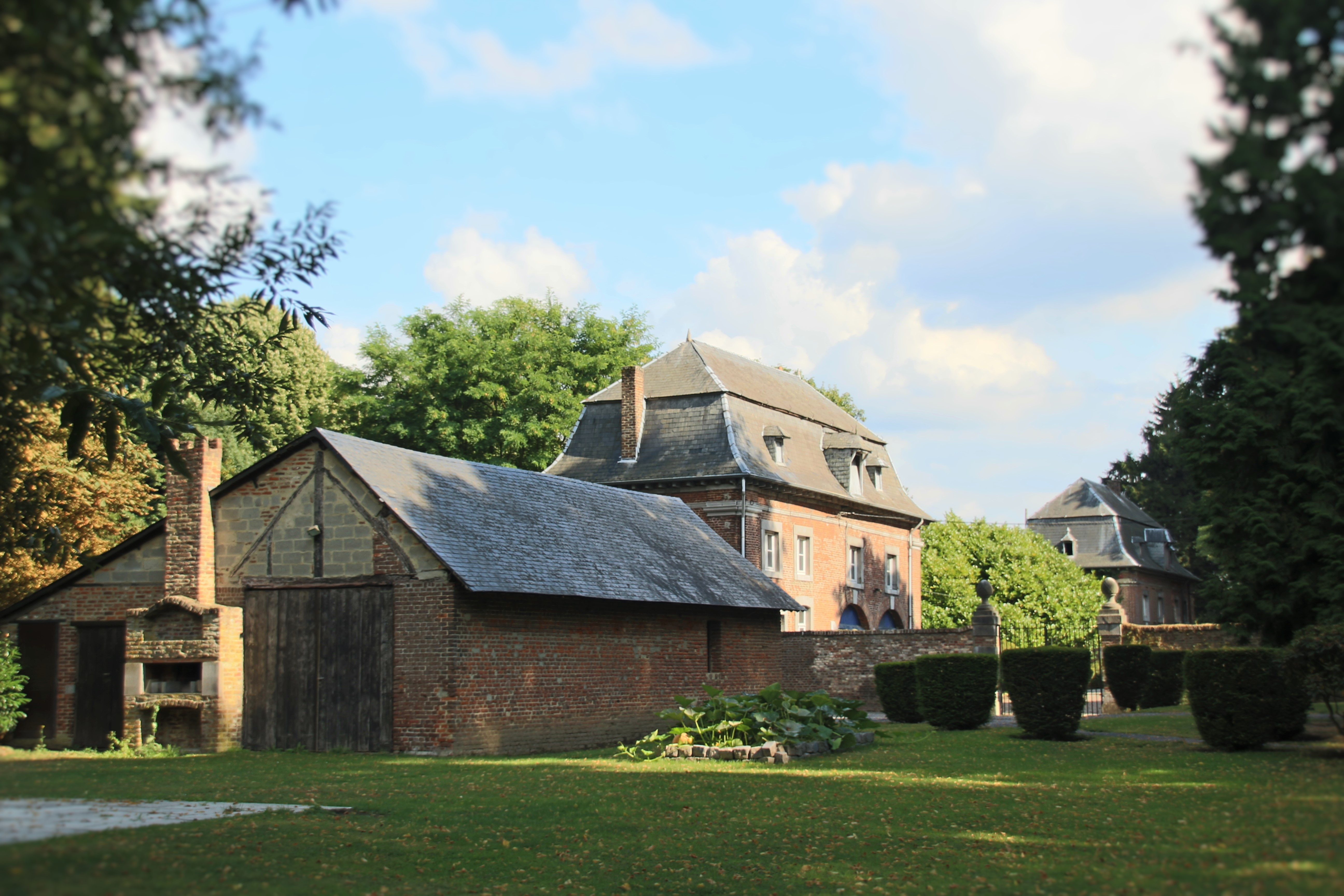
La ferme et dépendances

## Ferme du domaine
En face de l'actuel château se trouve la ferme ancestrale du domaine de Waroux. C'est un vaste quadrilatère formé au Sud par une aile d'habitation datée de 1645 et de trois ailes de briques, calcaire et tuffeau de 1724, comprenant une vaste grange et des étables. La grange compte deux entrées charretières et, entre celle-ci, un grand motif décoratif de 4 mètres de hauteur et de 2 mètres de largeur. Une niche abrite une statue de l'archange Saint-Michel terrassant le dragon. Elle est coiffée d'un fronton aux armes des De Clercx (aigle) avec feuilles d'acanthe autour de l'écu. La cour de la ferme est accessible par une porte massive, en plein cintre, surmontée d'un porche-colombier daté de 1724 armorié des De Clercx.
Le château et sa ferme attenante ont été classés le 25 octobre 1977.

## Moulin à vent
Un moulin à vent tournait à Waroux ; on le disait dater de 1323. Il fut détruit durant la guerre des Awans et des Waroux, mais a probablement été reconstruit au même endroit, un texte de 1609 fait mention d'un « neuf moullin », et un lieu-dit « è fond dè molègn » existe au nord-est de la ferme de Waroux.

## Seigneurs de Waroux
- Breton le vieux
- Breton le jeune (cité en 1234) . Il eut treize enfants dont son fils ainé
- Guillaume Ier de Waroux, dit le Vieux. Il eut 8 enfants. dont son fils ainé ;
- Guillaume II de Waroux, dit le Jeune (qui s'opposa à Humbert Corbeau, ce qui engendra la guerre des Awans et des Waroux) ;
- Raes de Warfusée I ; il fut tué en 1327 ;
- Raes de Warfusée II ; fut aussi avoué d'Amay ;
- Raes de Warfusée III ; fut bourgmestre de Huy et mourut en 1407 sans héritier direct